# Paracophus
Paracophus is een geslacht van rechtvleugeligen uit de familie krekels (Gryllidae). De wetenschappelijke naam van dit geslacht is voor het eerst geldig gepubliceerd in 1947 door Lucien Chopard.

## Soorten
Het geslacht Paracophus omvat de volgende soorten:
- Paracophus apterus Chopard, 1947
- Paracophus caecus Hubbell, 1972
- Paracophus cladonotus Hubbell, 1972
- Paracophus lippus Hubbell, 1972
- Paracophus placonotus Hubbell, 1972
- Paracophus reddelli Hubbell, 1972
- Paracophus sanctorum Hubbell, 1972
- Paracophus subapterus Chopard, 1947